# Parco regionale dello Stirone e del Piacenziano
Il parco regionale dello Stirone e del Piacenziano, spesso chiamato anche solo "parco dello Stirone" è un'area naturale protetta della Regione Emilia-Romagna, situato fra le province di Piacenza e Parma.
Il parco, nella sua conformazione attuale, è stato istituito nel 2011 dall'unione di due aree protette già esistenti: il "Parco fluviale dello Stirone" e la "Riserva naturale geologica del Piacenziano".
Gli scopi principali del parco sono la tutela e la salvaguardia dell'alveo del torrente Stirone e dell'ecosistema circostante, con una particolare attenzione alla protezione delle aree fossilifere affioranti lungo il corso del torrente stesso e nei siti dell'ex Riserva.
Il parco si sovrappone parzialmente a due siti di interesse comunitario: "Torrente Stirone" (IT4020003) e "Castell'Arquato - Lugagnano Val d'Arda" (IT4020009).

## Storia

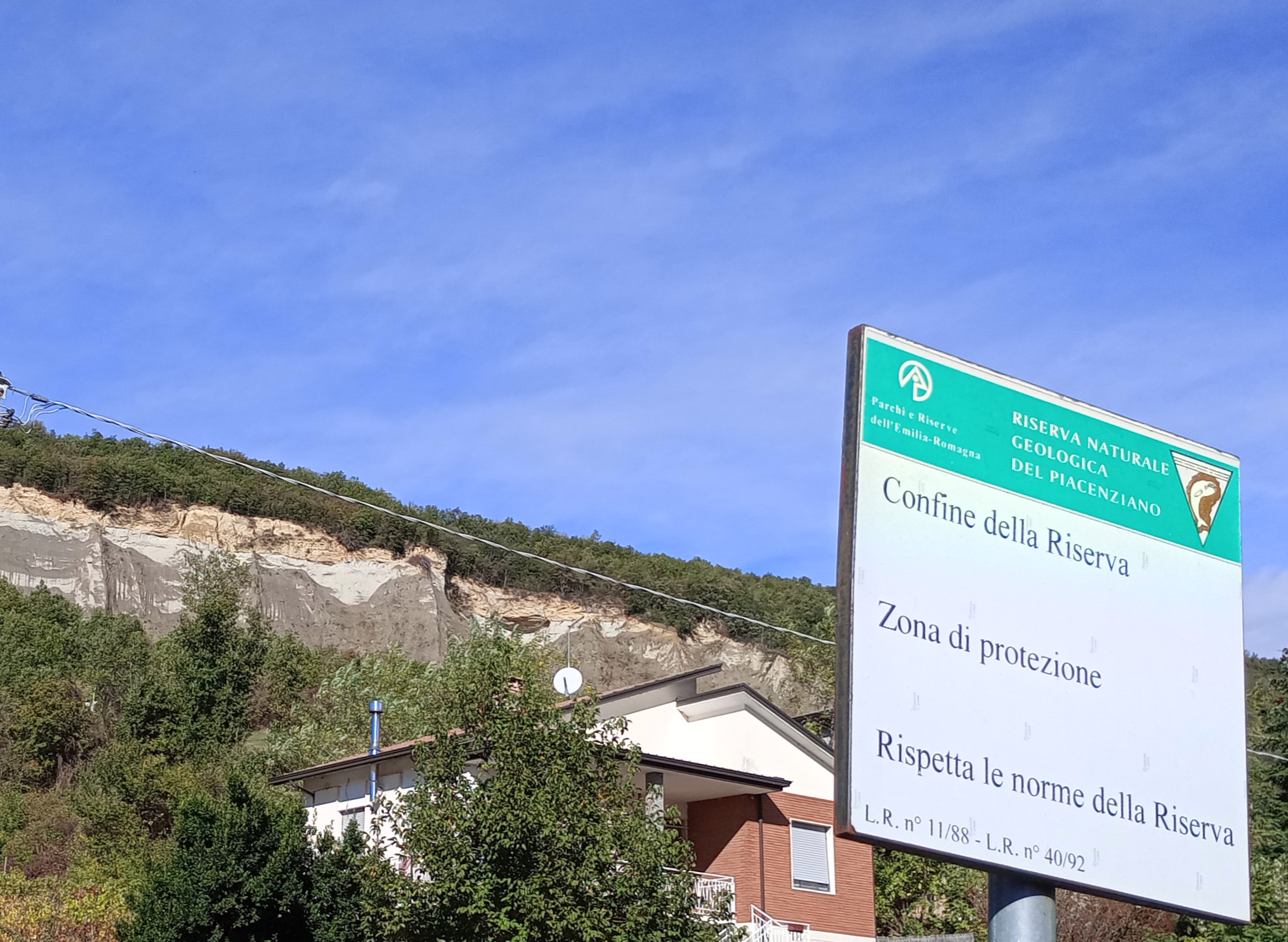
Limite dell'area protetta nei pressi del Monte Giogo

Il parco fluviale dello Stirone nasce ufficialmente con la Legge regionale numero 11 del 1988, anche se le prime proposte di tutela dell'area risalgono ai primi anni Settanta. La Riserva naturale geologica del Piacenziano venne invece istituita con deliberazione del Consiglio regionale
n. 2328 del 15 febbraio 1995.
Con la Legge Regionale n. 24/2011 viene istituito il Parco regionale dello Stirone e del Piacenziano
Da settembre 2020 in località Millepioppi a Salsomaggiore Terme ha sede il MuMAB - Museo Mare Antico e Biodiversità. Il museo è composto da una sezione geopaleontologica che mostra i reperti fossili rinvenuti in questa area e databili tra il Miocene Medio (circa 14 milioni di anni fa) e il Pleistocene Medio (500.000 anni fa) tra cui spiccano i resti della balenottera Plesiobalaenoptera quarantellii. La sezione Biologica è dedicata alla biodiversità floreale e faunistica dell'attuale parco mentre la biblioteca Alfredo Martignoni raccoglie più di 5000 volumi a carattere scientifico-ambientale.

## Zone
Il parco si divide in 4 zone:
- "Zona A": area di protezione integrale (ca. 219 ha). Accesso consentito solo per scopi scientifici o didattici e comprende tutta la zona fossilifera;
- "Zona B": area di protezione generale (ca. 481 ha). Protezione dell'ambiente biofisico (acqua, suolo, aria, flora, fauna) attraverso vincoli sulle trasformazioni del territorio;
- "Zona C": area di protezione ambientale (ca. 1081 ha). Si attenuano i vincoli edificatori ed è consentita l'attività agricola di tipo meno intensivo.
- "Zona D": Zone di infrastrutture e di fruizione: aree funzionali alla fruizione del parco (149 ha). Comprendono aree attrezzate e parcheggi.

Nelle aree A, B, C, D è presente il divieto di caccia.
Nella zona di preparco (area contigua, di 567 ha) vengono favorite le attività a basso impatto.

## Fossili
I processi erosivi del torrente, in parte naturali ma amplificati dalle attività estrattive di ghiaia dall'alveo, hanno portato alla luce numerosi fossili dell'era terziaria e quaternaria appartenenti ai sedimenti marini del margine padano. Data l'importanza scientifica dell'area, la tutela di questi affioramenti è uno degli scopi principali del parco.
Nell'area sono stati rinvenuti i resti di testuggini, vari cetacei tra cui alcune balene, conchiglie e flora antica. Buona parte di questi reperti sono conservati nel Museo dei fossili di Salsomaggiore e nel Museo dei fossili di Fidenza.

## Flora
La zona del greto del Torrente Stirone è occupata da specie erbacee per lo più annuali, quali il poligono nodoso, la salcerella, il meliloto bianco, l'erba viperina, e da elementi arbustivi, rappresentati prevalentemente da cespugli di salici. Le acque stagnanti sono rapidamente colonizzate dalla tifa, talmente tipica dell'ambiente fluviale da essere assunta a simbolo del Parco.
I boschi intorno al torrente sono composti da: il salice bianco, il pioppio bianco, il pioppio nero, l'ontano nero, il sambuco e l'invasiva robinia. Da non perdere i famosi "tre pioppi", alberi monumentali siti in località Scipione Ponte.
Nell'area del Piacenziano, invece, i calanchi e i prati aridi sono il luogo perfetto per osservare le bellissime orchidee, oltre all'aglio orsino, Psoralea bituminosa, il mughetto, il dente di cane, il campanellino, la scilla bifolia, la pervinca minore, il tiglio selvatico, il maggiociondolo, il ciavardello, lo scotano e il pungitopo.

## Fauna
A fare da padrona in questo ambiente sono gli uccelli, dai più piccoli ai più grandi e rapaci. Da quelli che frequentano il torrente come l'airone cenerino, la garzetta, la nitticora, il germano reale, la folaga, la gallinella d'acqua, il tuffetto e il martin pescatore a quelli che frequentano le zone boschive come lo sparviere, il lodolaio, l'assiolo, il gufo comune. Non mancano, però, i piccoli roditori come lo scoiattolo, l'istrice, il ghiro, il moscardino e il topo selvatico.